# 埼玉県道362号上中条斎条線
埼玉県道362号上中条斎条線（埼玉県道362号上中条斉条線とも表記する：さいたまけんどう362ごう かみちゅうじょうさいじょうせん）は、埼玉県熊谷市の北東部と行田市の北部を結ぶ一般県道である。

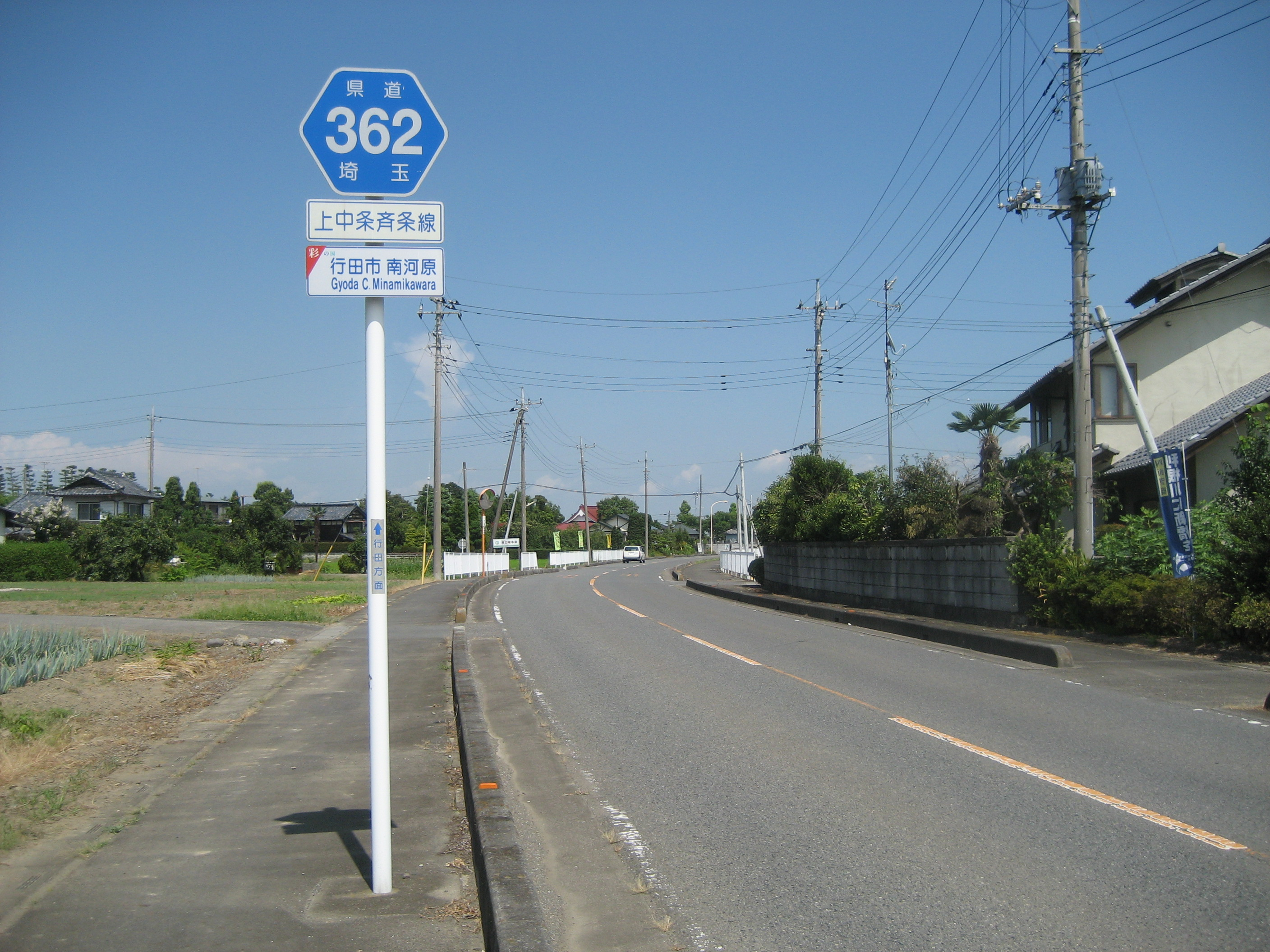
行田市大字南河原地区

終点に当たる部分が、「斎条」と「斉条」で各所で混在している。地名は「斎条」で、交差点名は「斉条」である。埼玉県の埼玉県道路管内図では「斉条」表記のため、「斉条」表記が正しいと思われる。

## 路線データ
- 起点：埼玉県熊谷市上中条（埼玉県道83号熊谷館林線・埼玉県道303号弥藤吾行田線、上中条）
- 終点：埼玉県行田市斎条（埼玉県道199号行田市停車場酒巻線、斉条）

## 地理

### 交差する道路
- 埼玉県道83号熊谷館林線・埼玉県道303号弥藤吾行田線
- 埼玉県道178号北河原熊谷線（行田市南河原、南河原交差点）
- 埼玉県道303号弥藤吾行田線（熊谷市上中条）
- 埼玉県道199号行田市停車場酒巻線（行田市犬塚 - 斎条重複）

### 重複区間
- 埼玉県道303号弥藤吾行田線（起点から200メートル前後）
- 埼玉県道178号北河原熊谷線（南河原交差点 - 行田市役所南河原支所前）
- 埼玉県道199号行田市停車場酒巻線（犬塚地区 - 斎条交差点）

### 沿道の主な施設
- 行田市立南河原中学校
- 行田警察署南河原駐在所
- 行田市役所南河原支所
- 行田市立南河原小学校
- 南河原簡易郵便局
- 行田市消防本部北分署